# Tom Tight et Dum-Dum
Tom Tight et Dum-Dum je francouzský němý film z roku 1903. Režisérem je Georges Méliès (1861–1938). Film trvá necelé 3 minuty.

## Děj
Film zachycuje kouzelníka, jak se chystá na své představení, když vtom se na pódiu objeví tančící muž. Kouzelník ho za vyrušování pomocí kladiva a svého chodidla zatlačí do země a začne předvádět různé kouzelnické triky. Poté, co nechá na chvíli oživit ženskou figurínu a dvě své pomocnice promění v americkou a francouzskou vlajku, se ze země vynoří zadupaný tančící muž, kterého se kouzelník rozhodne rozdělit na několik kusů. Zatímco kouzelník z místa uteče, jednotlivé kusy se samy spojí, čímž se k životu vrátí tanečník, který si po vstanutí nasadí svůj cylindr a uteče stejným směrem jako kouzelník, aby ho dopadl a pomstil se mu.